# Тиара Елизаветы Баварской

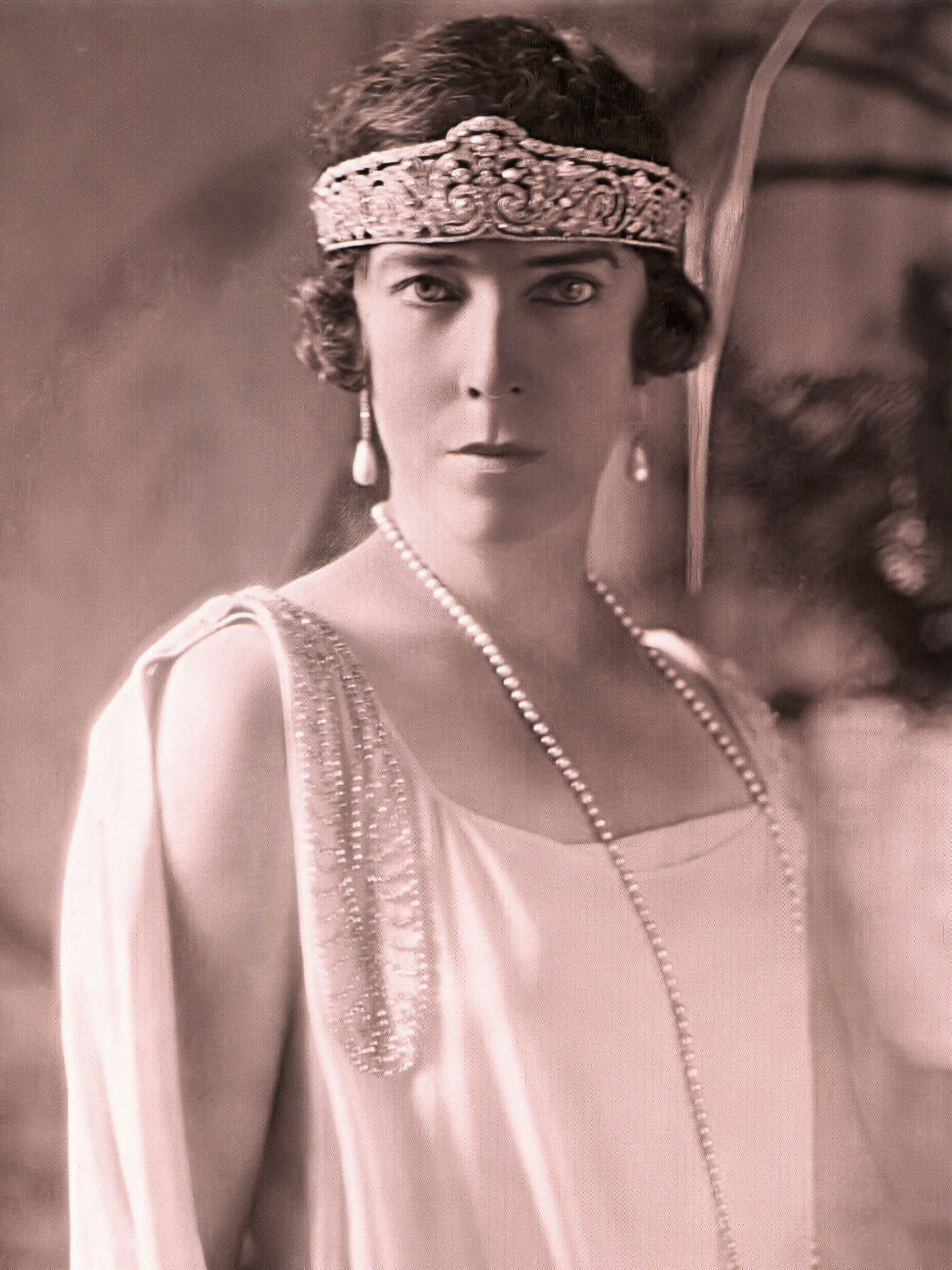
Королева Елизавета в тиаре от Картье, 1920 г.

Тиара Елизаветы Баварской — бриллиантовая тиара, изготовленная фирмой Картье в 1910 году и принадлежавшая королеве Бельгии Елизавете Баварской. 

## Описание
Изготовлена фирмой Картье из платины и бриллиантов в господствовавшем тогда стиле ар-нуво. Декоративный орнамент, состоящий из завитков и растительных мотивов, отсылает к эпохе барокко времен короля Людовика XV. Изделие составляет в длину 150 мм, а высота посередине — более 5 см. Крупный бриллиант, расположенный в центре верхней части тиары, имеет вес 5,84 карата.

## История
Тиара была приобретена королевой Елизаветой Баварской в 1912 году. В этом украшении королева была неоднократно запечатлена на фотографиях и портретах. В 1920-е годы Елизавета носила тиару как бандо по моде «ревущих двадцатых». Именно в этой тиаре, только увенчанной дополнительным крупным алмазом (вероятно, съемным; больше нигде алмаз не фигурирует), королева была запечатлена на портрете кисти Филипа Де Ласло. Также Елизавета надевала ее на свадьбы своих внуков Бодуэна и Альберта.
После смерти Елизаветы в 1965 году тиара была унаследована ее сыном, Леопольдом III, который передал ее своей жене Лилиан, принцессе де Рети. В 1987 году, после смерти мужа, Лилиан продала тиару в коллекцию фирмы Картье, в которой драгоценность и была изготовлена. Вероятно, Лилиан требовались средства для уплаты налога на наследство Леопольда и на содержание поместья в парижском Аржантёе. Это решение чрезвычайно возмутило общественность; звучали мнения, что принцесса де Рети не имела права продавать драгоценность и что тиара должна была остаться в королевском доме. Однако в отличие от драгоценностей других европейских монархических домов, в Бельгии украшения королев и принцесс никогда не принадлежали государству и не находились в составе активов королевской семьи, а являлись их личным имуществом. В результате после смерти их владельцев, они, как правило, или продавались на аукционе, или оказывались за пределами Бельгии в составе наследства.